# Adler 2 Liter
Adler 2 Liter var en bilmodell från Adler som tillverkades mellan 1938 och 1940. Den motsvarade i konstruktionen Adler Trumpf 1,7 EV men hade en starkare motor. 7.470 exemplar producerades.